# ТЭ7
Тепловоз ТЭ7 — пассажирский тепловоз с электрической передачей, выпускавшийся в СССР с 1956 по 1964 годы.

## История
В 1955 году было принято решение о проектировании пассажирского тепловоза на базе грузового ТЭ3. В проект ТЭ3 был внесён ряд изменений и в конце 1956 года Харьковский завод транспортного машиностроения изготовил первый двухсекционный тепловоз серии — ТЭ7-001.
От ТЭ3 тепловоз отличался передаточным числом тягового редуктора (66:26 вместо 75:17), а от первых серий — и конструкцией кабины машиниста. Кабина стала более высокой, светлой и менее звукопроницаемой. Впоследствии она стала использоваться на всех выпускаемых ТЭ3. Изменение передаточного числа позволило увеличить скорость длительного режима с 20 до 25 км/ч при одновременном уменьшении силы тяги. Изначально проектная скорость была определена на уровне 140 км/ч, однако по результатам эксплуатации с целью ограничения воздействия на путь ограничена 100 км/ч.
По результатам тягово-эксплуатационных испытаний на линии Москва — Ленинград в 1957 году в конструкцию был внесён ряд дополнительных изменений, связанных в первую очередь с экипажной частью (скользящие опоры кузова, рессорное подвешивание с уменьшенным трением и т. д.). К концу 1957 года было выпущено уже 7 локомотивов данной серии. Всего с 1956 по 1964 годы Харьковский, а затем Луганский тепловозостроительный завод построили 113 тепловозов ТЭ7. Измененные ТЭ7 имели конструкционную скорость 140 км/ч.
Вначале тепловозы ТЭ7 обслуживали курьерские и скорые поезда на линии Москва — Ленинград и Москва — Киев. Причём 650 км пути из Москвы в Ленинград поезд преодолевал за 6 ч. 20 мин. С лета 1963 года тепловозы данной серии стали водить пассажирские поезда на многих других маршрутах: Малоярославец — Киев — Жмеринка, Смоленск — Минск — Брест, Минск — Вильнюс — Калининград и др.
На 1 января 1976 года на железных дорогах СССР находилось 225 секций тепловозов серии ТЭ7, то есть все, кроме одной секции.
По воспоминаниям очевидцев, ТЭ7 водили отдельные пригородные поезда и в середине 1990-х годов.
По состоянию на 2008 год сохранилась как минимум 1 рабочая секция ТЭ7-092Б, перебитая в секцию ТЭ3-7462А и находящаяся в данный момент на территории ППЖТ Мелеховского карьероуправления в Коврове Владимирской области.

## Фотографии

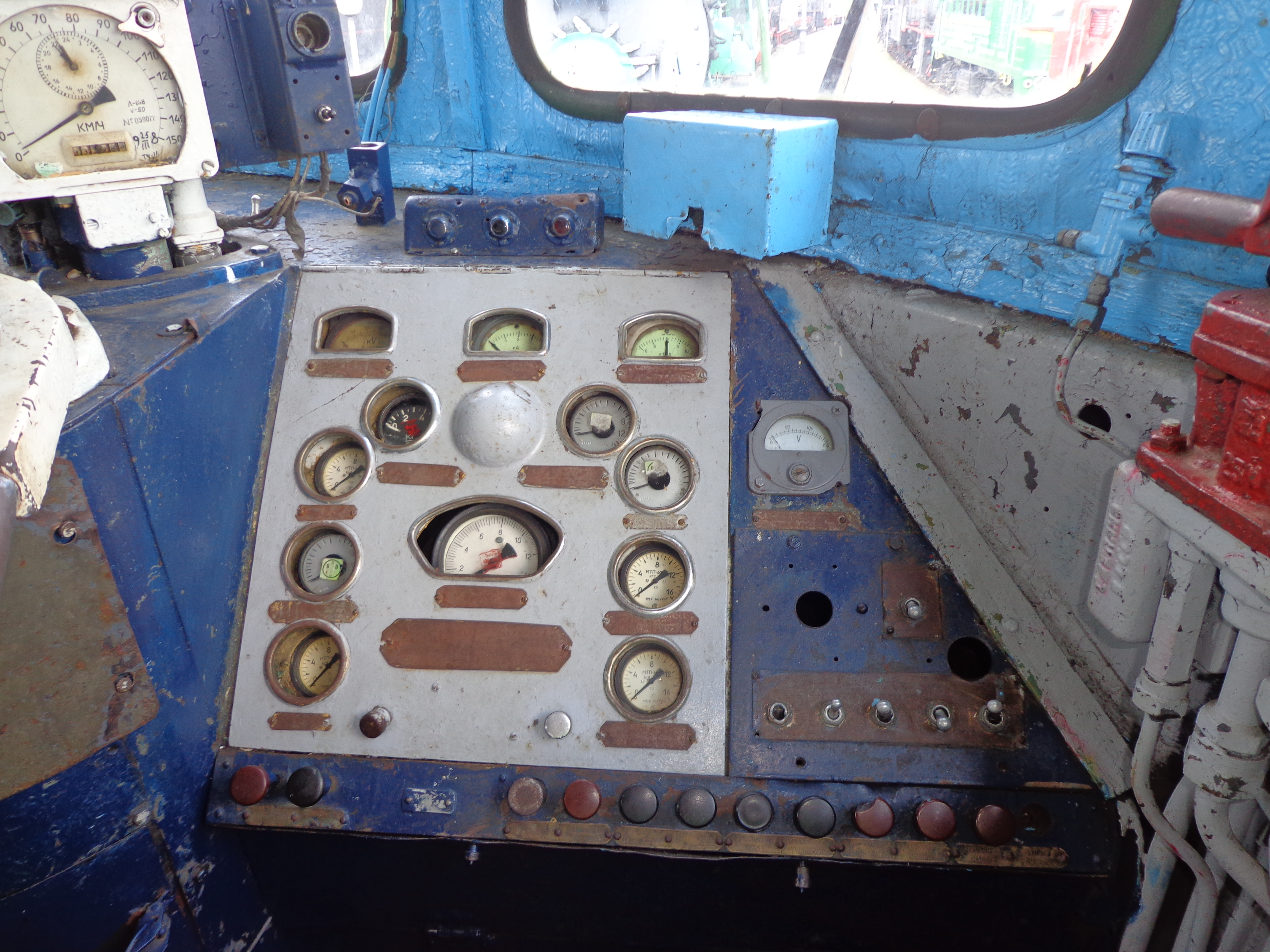
Пульт машиниста тепловоза ТЭ7
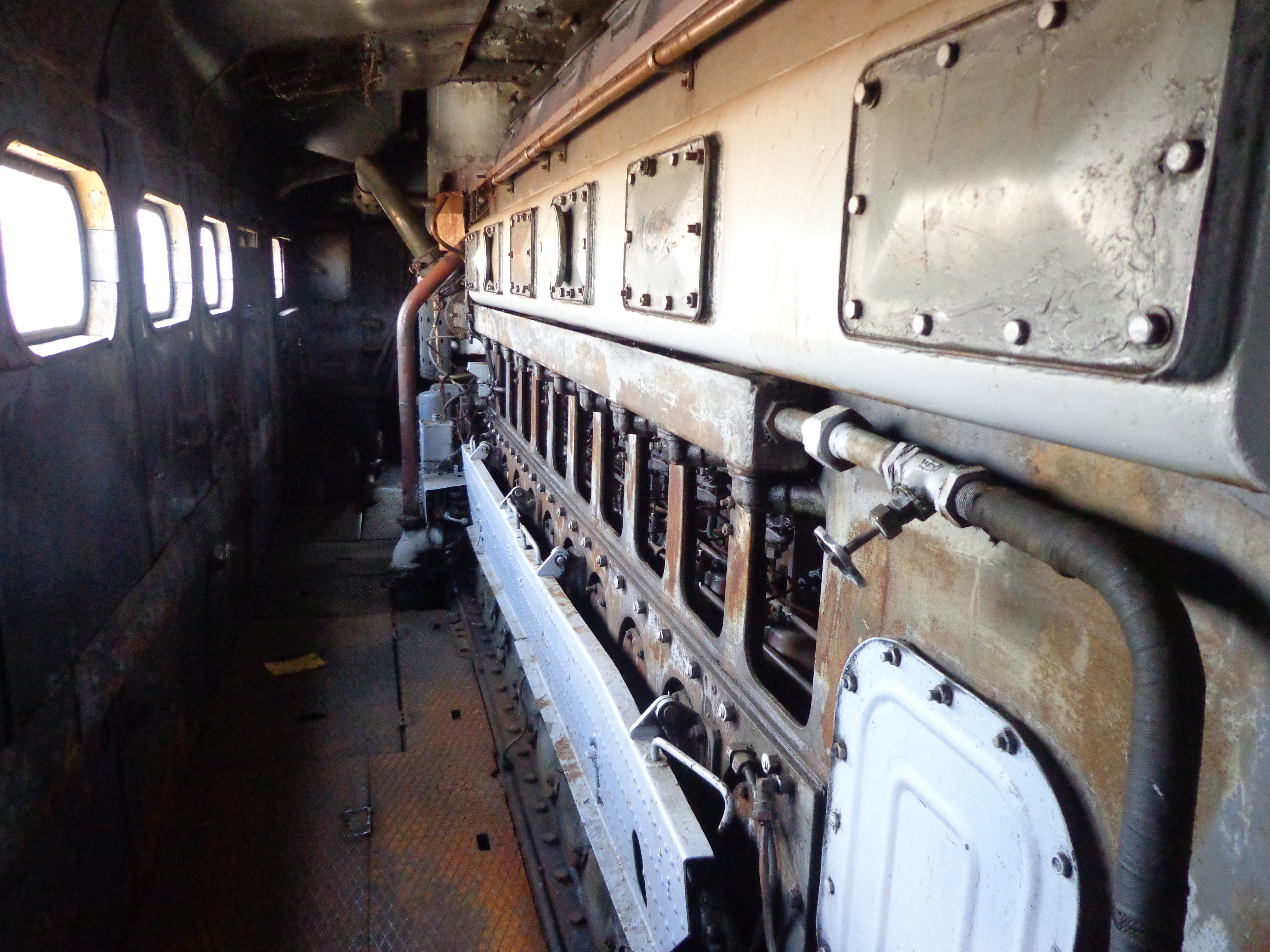
Дизель 2Д100 тепловоза ТЭ7
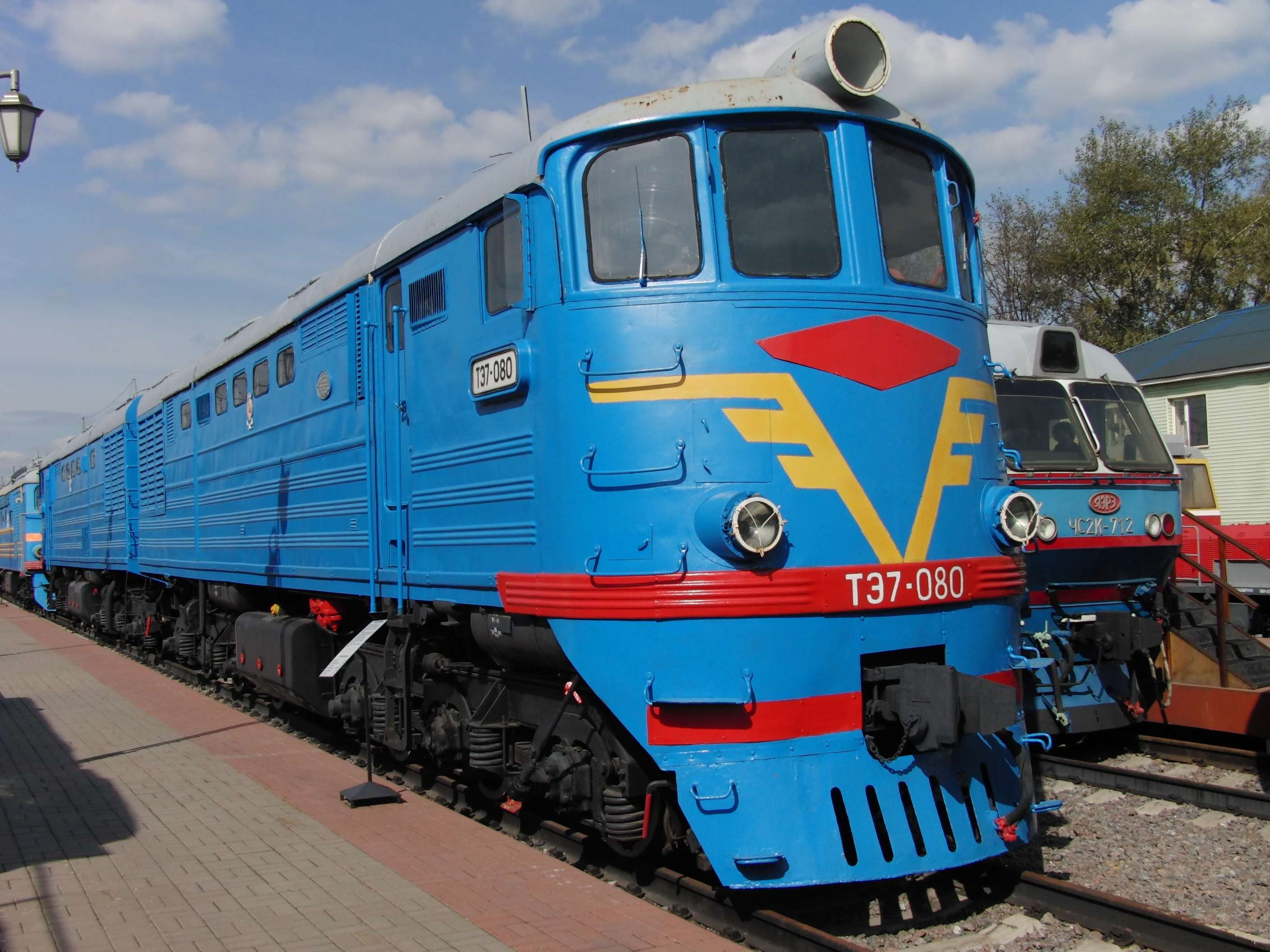
ТЭ7-080 на Рижском вокзале